# Миллервилл (тауншип, Миннесота)
Миллервилл (англ. Millerville) — тауншип в округе Дуглас, Миннесота, США. На 2000 год его население составило 350 человек.

## География
По данным Бюро переписи населения США площадь тауншипа составляет 91,3 км², из которых 82,5 км² занимает суша, а 8,7 км² — вода (9,56 %).

## Демография
По данным переписи населения 2000 года здесь находились 350 человек, 124 домохозяйства и 104 семьи.  Плотность населения —  4,2 чел./км².  На территории тауншипа расположено 196 построек со средней плотностью 2,4 построек на один квадратный километр. Расовый состав населения: 99,71 % белых и 0,29 % азиатов.
Из 124 домохозяйств в 34,7 % воспитывались дети до 18 лет, в 74,2 % проживали супружеские пары, в 4,0 % проживали незамужние женщины и в 16,1 % домохозяйств проживали несемейные люди. 15,3 % домохозяйств состояли из одного человека, при том 6,5 % из — одиноких пожилых людей старше 65 лет. Средний размер домохозяйства — 2,82, а семьи — 3,13 человека.
30,0 % населения младше 18 лет, 8,6 % в возрасте от 18 до 24 лет, 24,3 % от 25 до 44, 23,4 % от 45 до 64 и 13,7 % старше 65 лет. Средний возраст — 35 лет. На каждые 100 женщин приходилось 110,8 мужчин.  На каждые 100 женщин старше 18 приходилось 120,7 мужчин.
Средний годовой доход домохозяйства составлял 36 500 долларов, а средний годовой доход семьи —  36 250 долларов. Средний доход мужчин —  25 357  долларов, в то время как у женщин — 19 375. Доход на душу населения составил 14 366 долларов. За чертой бедности находились 17,0 % семей и 16,3 % всего населения тауншипа, из которых 23,6 % младше 18 и 18,8 % старше 65 лет.